# Divana diva
Genre
Espèce
Synonymes
- Castnia diva Butler, 1870

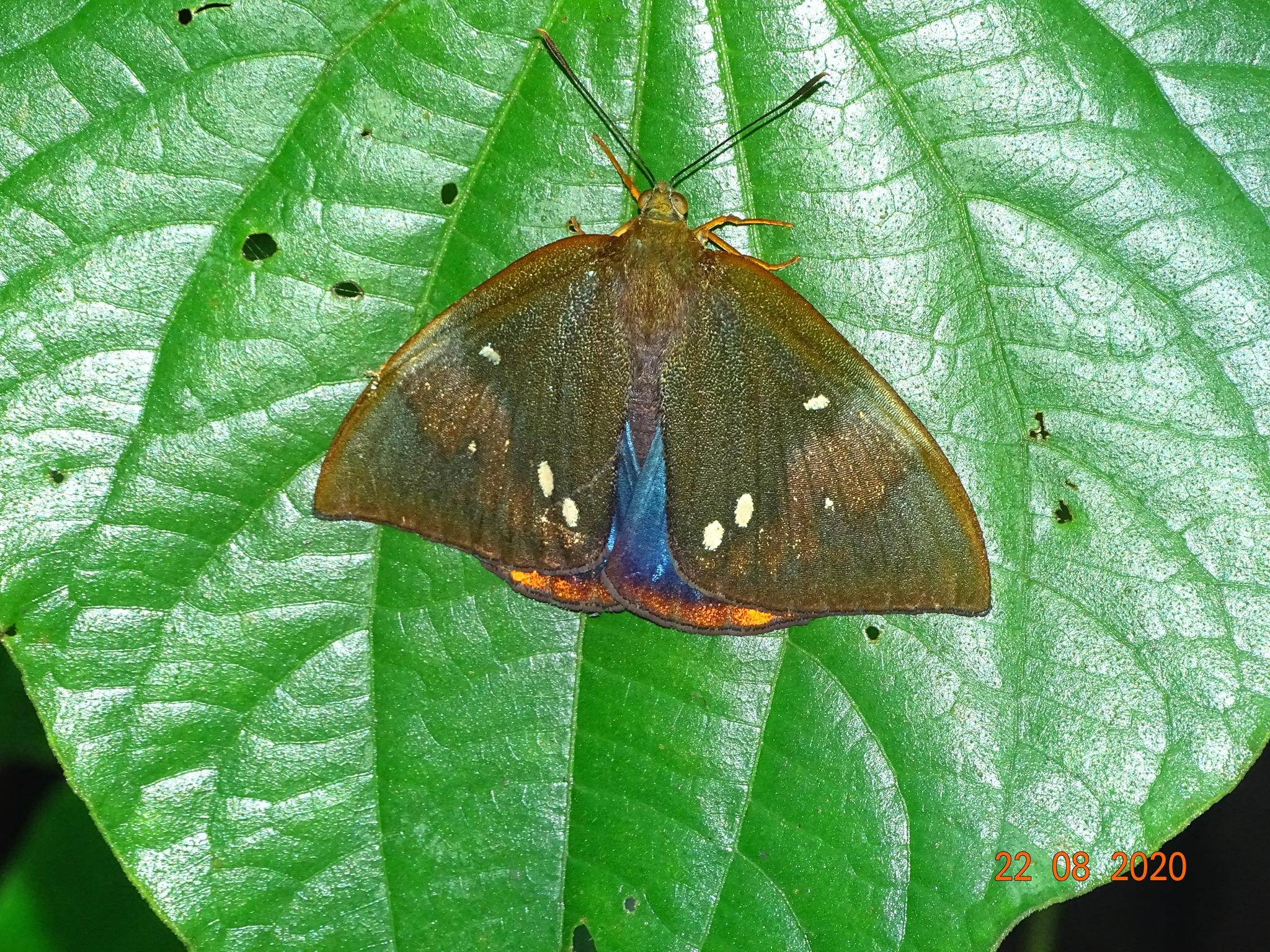
Divana Diva

Divana diva est une espèce néotropicale de lépidoptères (papillons) de la famille des Castniidae. Elle est l'unique représentante du genre monotypique Divana.
Elle est notamment connue du Nicaragua, du Panama et de Colombie.
Il existe plusieurs sous-espèces :
- Divana diva diva (Butler, 1870) — Nicaragua
- Divana diva chiriquiensis (Strand, 1913) — Panama
- Divana diva hoppi (Hering, 1923) — Colombie
- Divana diva tricolor (R. Felder, 1874) — Colombie